# Carabus excellens
Carabus excellens es una especie de coleóptero adéfago de la familia Carabidae. Habita en Europa, donde puede ser observada en Bielorrusia, Kaliningrado, Moldavia, Polonia, Rumania, centro y sur de Rusia, y en Ucrania.